# Musique nègre (chanson)
Musique nègre est une chanson de rap français de Kery James, avec la participation de Youssoupha et Lino, sortie en 2016 et issue de son sixième album Mouhammad Alix. Elle se veut une réponse à des déclarations racistes d'Henry de Lesquen.

## Historique
Musique nègre naît à la suite des déclarations violemment négrophobes d'Henry de Lesquen, président de Radio Courtoisie, ancien conseiller municipal de Versailles et candidat à l'élection présidentielle de 2017. Après l'annulation du concert de Black M pour le centenaire de la bataille de Verdun, Lesquen dit en effet souhaiter bannir des médias français ce qu'il appelle la « musique nègre »,,, dans laquelle il inclut le rap. Il associe cette musique au « cerveau reptilien » et à un prétendu « ensauvagement », convoquant le préjugé raciste qui prête des instincts primaires aux Noirs.
Pour écrire et composer ce morceau, Kery James s'entoure de deux paroliers du hip-hop français déjà connus pour leur lutte antiraciste au travers de leurs textes, Youssoupha et Lino.

## Texte
Outre une « revendication de la force et de la beauté noire », Musique nègre relate des faits de la discrimination des Noirs dans l'Histoire,.
- Il tacle notamment l'humoriste français Michel Leeb et certains de ses sketchs parodiant grossièrement les Noirs (« dans mon cauchemar, j'avais giflé Michel Leeb »).
- « Depuis le bruit et l'odeur, je sens que je dérange la France » : ici Kery James fait référence au discours de Jacques Chirac en 1991, Le bruit et l'odeur, dans lequel il tient des propos racistes envers les immigrés.
- « Je pourrais mourir d'infection comme un Traoré » : cette phrase choc fait référence à l'affaire Adama Traoré, décédé des suites de violence policière présumée, et qui a secoué la France en 2016.
- Kery James rend aussi hommage à des figures importantes de la lutte contre l'esclavage comme Toussaint Louverture et Rosa Parks, ou pour les droits civiques comme Martin Luther King.
- Kery James et Youssoupha ont également introduit des textes en langues de leurs pays d'origine, respectivement le créole haïtien (puis guadeloupéen)[9] (« Neg lakay se sa mwen yé, map rété la yo pe relé, musique nou yo pa aimé, coulè nou yo dénigré »[10], traduit par : « Je suis un Haïtien, un nègre, c'est ce que je suis, je vais rester là même si ça les dérange, c'est notre musique qu'ils n'aiment pas, c'est notre couleur qu'ils dénigrent »[11]) et le lingala (« Na bangaka lisusu te, ngaï na bangaka butu te, ngaï na bangaka kaka nzambe, ngaï na bangaka mutu te »[10], traduit par : « Je n'ai plus peur, je n'ai pas peur de la nuit, moi je ne crains que Dieu, moi je ne crains personne »).
- Le morceau retourne le stigmate de l'insulte « nègre » pour en faire une arme[6] et « vider la rhétorique raciste de son sens »[12], s'inscrivant ainsi dans l'héritage de la négritude d'Aimé Césaire[4].

## Clip
Le clip est réalisé par la réalisatrice et militante Leïla Sy, pour SutherKane Films. Il est — à l'instar du texte de la chanson — chargé de références aux luttes africaines et noires ; dont :
- des costumes de Blancs colonialistes et de Noirs colonisés ;
- du mobilier dit « de l'époque coloniale » ;
- des tirailleurs sénégalais ;
- une femme tenant une pancarte « 7053 », en référence à la photographie de Rosa Parks lors de son arrestation ;
- une reconstitution de la photographie du podium d'athlétisme aux Jeux olympiques d'été de 1968, avec Kery James à la place de l'athlète Tommie Smith, Youssoupha à la place de John Carlos et Orelsan à la place de Peter Norman ;
- les images de Thomas Sankara, Léopold Sédar Senghor (en costume d'académicien[14] mais avec une machette à la place de la traditionnelle épée[15],[7]), Malcolm X, Huey P. Newton (cofondateur du Black Panther Party) ou Mohamed Ali.

Scènes reproduites dans le clip
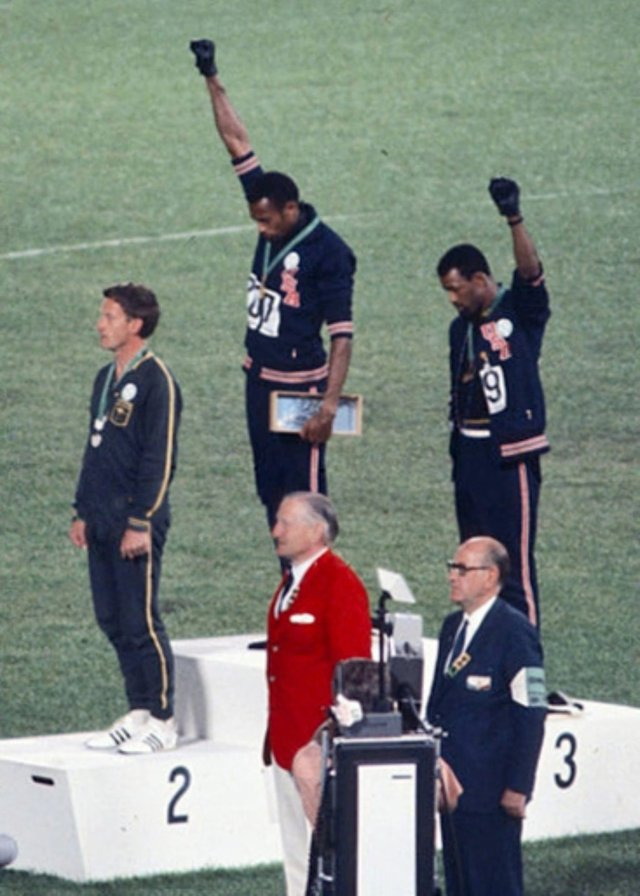
Podium d'athlétisme aux JO d'été de 1968.
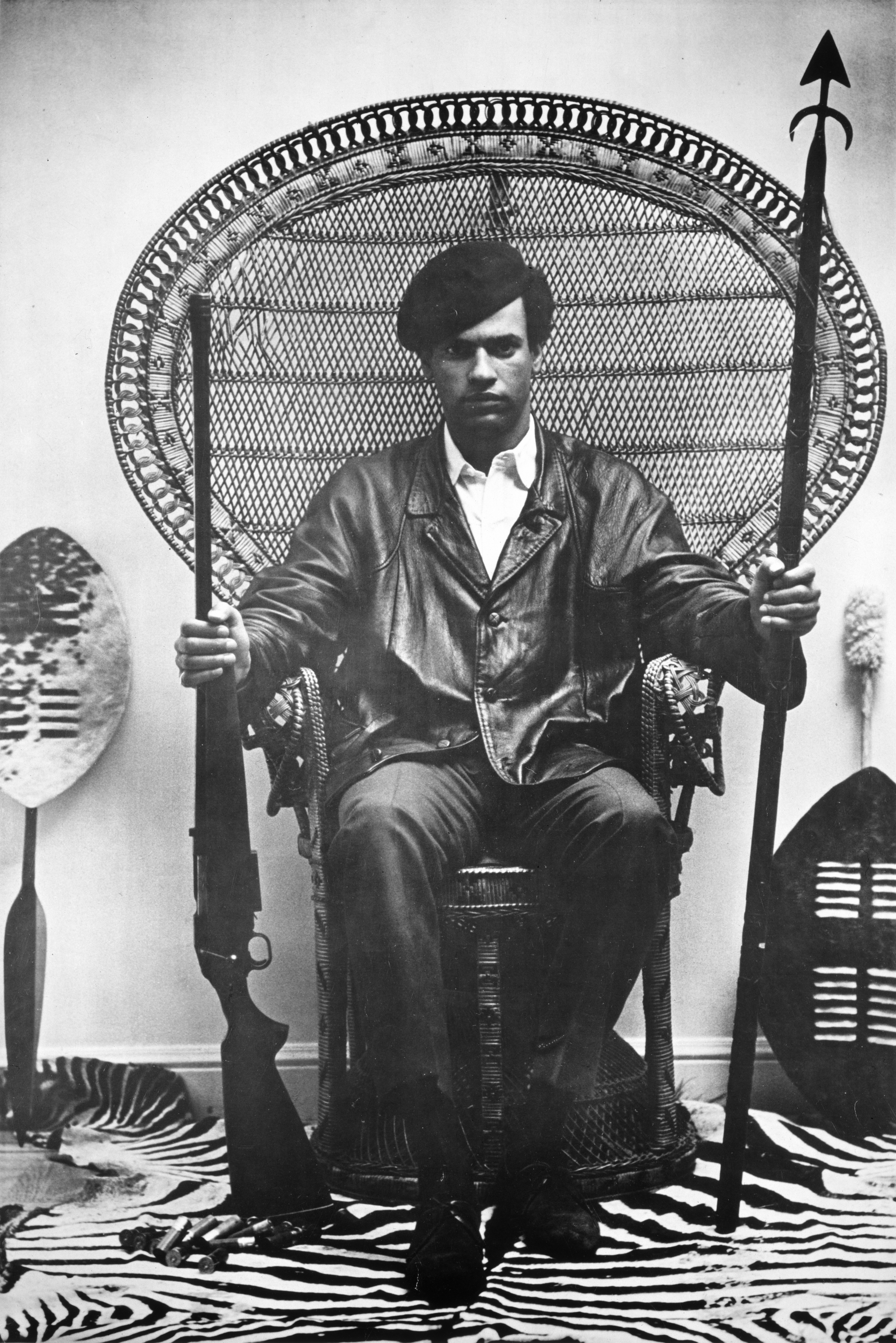
Huey P. Newton en 1967.

Ce clip rassemble aussi de nombreuses figures du hip-hop français de diverses générations et styles, dont :
- Bigflo et Oli ;
- Hayce Lemsi ;
- Kalash Criminel ;
- Médine ;
- MZ ;
- Ninho ;
- Orelsan ;
- Passi ;
- Sadek ;
- Sofiane ;
- Tunisiano ;
- Vald.